# Schuetteïta
La schuetteïta és un mineral de la classe dels sulfats. Rep el seu nom en honor de Curt Nicolaus Schuette (1895-1975), enginyer de mines i geòleg nord-americà, que va estudiar molts dipòsits de mercuri.

## Característiques
La schuetteïta és un sulfat de fórmula química Hg₃O₂(SO₄). Cristal·litza en el sistema trigonal típicament en forma de pel·lícules terroses primes i molt rarament en forma de microcristalls, plaques hexagonals o prismes. La seva duresa a l'escala de Mohs és 3.
Segons la classificació de Nickel-Strunz, la schuetteïta pertany a «07.BB: Sulfats (selenats, etc.) amb anions addicionals, sense H₂O, amb cations de mida mitjana» juntament amb els següents minerals: caminita, hauckita, antlerita, dolerofanita, brochantita, vergasovaïta, klebelsbergita, paraotwayita, xocomecatlita, pauflerita i grandviewita.

## Formació i jaciments
La schuetteïta és un mineral secundari format recentment en dipòsits de mercuri d'opalita (calcedònica), generalment format sobre cinabri exposat a la llum del sol. Va ser descoberta a la mina Oceanic, a Cambria, al Comtat de San Luis Obispo (Califòrnia, Estats Units). També ha estat descrita a altres indrets de Califòrnia i Nevada, a la República de Tuvà (Rússia) i a Almadén, a la província de Ciudad Real (Espanya).